# Lost in Space (TV-serie, 2018)
Lost in Space är en amerikansk science fiction-serie som hade premiär på Netflix 2018.
Serien är en nyinspelning av TV-serien med samma namn från 1965.

## Handling
År 2046 färdas familjen Robinson mot stjärnsystemet Alfa Centauri tillsammans med andra kolonisatörer. Efter en attack av utomjordiska robotar flyr alla i räddningsfarkoster och Robinsons kraschlandar på en främmande planet där de nu måste överleva och hitta ett sätt att fortsätta resan.

## Rollista i urval
- Toby Stephens - John Robinson
- Molly Parker - Maureen Robinson
- Taylor Russell - Judy Robinson
- Mina Sundwall - Penny Robinson
- Maxwell Jenkins - Will Robinson
- Ignacio Serricchio - Don West
- Parker Posey - June Harris / Dr. Smith
- Brian Steele - The Robot
- Bill Mumy - "riktige" Dr. Smith